# Wołodymyr Boryszkewycz
Wołodymyr Iwanowycz Boryszkewycz, ukr. Володимир Іванович Боришкевич (ur. 21 maja 1987 w Iwano-Frankiwsku) – ukraiński piłkarz, grający na pozycji defensywnego pomocnika.

## Kariera piłkarska

### Kariera klubowa
Wychowanek Szkoły Sportowej Prykarpattia Iwano-Frankiwsk (od 13 roku życia). Pierwszy trener Anatolij Łytwynenko. Bronił barwy Prykarpattia w juniorskich mistrzostwach Ukrainy (DJuFL). W wieku 17 lat 24 lipca 2004 rozpoczął karierę piłkarską w klubie Fakeł Iwano-Frankiwsk, który w 2007 zmienił nazwę na Prykarpattia. W sezonie 2010/11 występował w drugiej drużynie Dynama Kijów, ale latem powrócił do Prykarpattia. Jednak sytuacja w rodzimym klubie w tym czasie była bardzo zła, więc później przeniósł się do Bursztyna, gdzie został piłkarzem Enerhetyka Bursztyn. Pod koniec sezonu 2011/2012 klub został wykluczony z rozgrywek przez dwa niewyjazdy na mecze, a zespół został rozwiązany. Następnie przeniósł się do Karpat w Jaremcze. Na początku 2013 został zaproszony do Hazowyka Bohorodczany. W następnym roku przeszedł do amatorskiego zespołu Karpaty Broszniów-Osada. W latach, w których był bez zawodowej piłki nożnej, jego zespoły nie spadały poniżej drugiego miejsca. Ogólem zdobył - cztery złote i dwa srebrne medale mistrzostw obwodu oraz wiele Pucharów regionalnych. W lipcu 2016 zasilił skład Tepłowyka Iwano-Frankiwsk. W debiutowym meczu strzelił jednego z 6 goli.

## Sukcesy i odznaczenia

### Sukcesy reprezentacyjne
- wicemistrz Grupy B Drugiej Ligi: 2006/07